# 얼짱시대
《얼짱시대》는 K-STAR에서 대한민국의 리얼 검증 버라이어티 프로그램으로 토요일 오후 10시 30분에 방송되며, 현재까지는 1기~7기까지 나왔다. 그리고 이색적인 소재의 주인공들을 개최하여, 많은 노력을 다하고 있다.

## 개요
리얼리티하고 리얼 검증 버라이어티로서, 10대~20대의 최고 얼짱 스타로 증명하고 각종 제보와 소문을 통해 숨겨왔던 비밀들을 파헤쳐 본다.

## 방송 시간
| 방송 채널 | 방송 기간                        | 방송 시간                   |
| --------- | -------------------------------- | --------------------------- |
| K-STAR    | 2009년 6월 6일 ~ 2013년 2월 23일 | 매주 토요일 밤 10:30 (30분) |

## 출연

### 진행자
- 1~6기 김태현
- 7기 김준호

### 제1기
- 유일
- 박재현
- 주현호
- 호준연
- 치훈
- 신광철
- 이수희
- 추민종
- 한선천
- 권수정
- 정현주
- 한봄
- 홍영기
- 최이연
- 아미라
- 이예지
- 정다은
- 강지선
- 도희지
- 조민영

### 제2기
- 박지호
- 박태준
- 박형준
- 기섭
- 치훈
- 김슬미
- 김아라
- 변지영
- 유현진
- 홍영기

### 제3기
- 곽민준
- 김시형
- 박지호
- 이도형
- 문야엘
- 백재아
- 홍영기

### 제4기
- 곽민준
- 박지호
- 박태준
- 백재아
- 치훈
- 서유라
- 오정규
- 한정우
- 김혜란
- 강혁민
- 아름송이
- 박은지
- 신문용
- 전용하
- 박수영
- 한지호
- 이병우
- 한인철
- 강수진

### 제5기
- 박지호
- 유혜주
- 오정규
- 유보화
- 아름송이
- 강혁민
- 신애솔
- 김성우
- 정준영
- 김다현
- 정성아
- 박태준
- 치훈

### 제6기
- 홍영기
- 아름송이
- 강혁민
- 박태준
- 박형석
- 김도희
- 홍재열
- 노미경
- 양규빈
- 김다혜
- 최성렬
- 서규리
- 전기욱
- 손윤미
- 이누리
- 이남수
- 윤아라
- 곽바늘
- 하늘
- 오승록

### 제7기
- 아름송이
- 한진호
- 고두림
- 장현
- 안지호
- 문단비
- 정다은
- 지윤미
- 전대호
- 이동훈
- 한준희
- 김수경

## 바로 가기
- 공식 홈페이지